# Jerbarnia mecochira
Jerbarnia mecochira är en kräftdjursart som beskrevs av Croker 1971. Jerbarnia mecochira ingår i släktet Jerbarnia och familjen Melitidae. Inga underarter finns listade i Catalogue of Life.